# Thure Riefenstein
Thure Riefenstein (* 11. Oktober 1965 in Langenau) ist ein deutscher Schauspieler und Regisseur.

## Leben
Thure Riefenstein begann seine schauspielerische Karriere im Theater, unter anderem in New York (The Maids, Regie: Jason Mc Donnel Buzzas), im Theater des Westens Berlin und Schauspielhaus Hamburg (Der Blaue Engel, Regie: Peter Zadek & Jerome Savary), Berliner Ensemble (Pericles, Regie: Peter Palitzsch).
Riefensteins Arbeiten für Kino- und Spielfilm sind unter anderem: der mit dem Golden Czech Lion ausgezeichnete Dark Blue World (2001).  Es folgten die italienisch-deutsche Koproduktion Die Kreuzritter – The Crusaders, 666 – Traue keinem, mit dem du schläfst!, Kick Fire – Ohne jede Vorwarnung. 2003 drehte er den Science-Fiction-Kinofilm Ainoa und den Politthriller Baltic Storm.
2004 folgte das mit dem International Emmy Award ausgezeichneten französische Mantel- und Degenabenteuer Julie – Agentin des Königs.
In der ZDF-Krimi-Reihe Kommissarin Lucas spielte Thure Riefenstein von 2003 bis 2008 an der Seite von Ulrike Kriener in der Hauptrolle Kommissar Stefan Deuter. Die Folge Das Verhör wurde 2007  für den Adolf-Grimme-Preis nominiert. Für den TV-Film Böseckendorf – Die Nacht, in der ein Dorf verschwand wurde Thure Riefenstein u. a. für den Bambi-Publikumspreis 2009 nominiert.
In dem kanadischen Kinofilm Sophie von 2010 spielte er mit, ebenso wie 2012 in Behind the Candelabra.

## Filmografie (Auswahl)

### Filme
- 1995: Das Alibi
- 1996: Der rote Tod
- 1998: Gefährliche Lust – Ein Mann in Versuchung
- 1998: Kick Fire – Ohne jede Vorwarnung (Best of the Best IV: Without Warning)
- 1999: Doppeltes Spiel mit Anne (Kino)
- 1999: Fighter (Kino)
- 1999: Oskar und Leni (Kino)
- 2000: Feindliche Übernahme – althan.com (Kino)
- 2000: Anna H. – Geliebte, Ehefrau und Hure
- 2000: Das Teufelsweib
- 2000: Rosamunde Pilcher – Im Licht des Feuers
- 2000: Geliebte Diebin
- 2000: Polizeiruf 110 – Totenstille
- 2000: Maria Magdalena (Maria Maddalena)
- 2001: Dark Blue World
- 2001: The Wandering Soul Murders
- 2002: 666 – Traue keinem, mit dem du schläfst! (Kino)
- 2003: Polizeiruf 110 – Tiefe Wunden
- 2003: Baltic Storm (Kino)
- 2003: Polizeiruf 110 – Abseitsfalle
- 2004: Julie – Agentin des Königs (Julie, Chevalier de Maupin)
- 2005: Ainoa (Kino)
- 2005: Heiraten macht mich nervös
- 2006: Inga Lindström – Die Frau am Leuchtturm
- 2006: Rose unter Dornen
- 2007: Liebe auf den dritten Blick
- 2007: Kreuzfahrt ins Glück – Hochzeitsreise nach Neuseeland
- 2008: Der Amokläufer
- 2008: Jack Hunter und die Jagd nach dem verlorenen Schatz
- 2008: Jack Hunter und die Suche nach dem Grab des Pharao
- 2008: Jack Hunter und das Zepter des Lichts
- 2009: Böseckendorf – Die Nacht, in der ein Dorf verschwand
- 2009: Fire! (Kino)
- 2009: Ein Date fürs Leben
- 2009: Erntedank. Ein Allgäu-Krimi
- 2010: Mord in bester Gesellschaft – Das eitle Gesicht des Todes
- 2010: Schatten der Erinnerung
- 2010: Sophie (Kino)
- 2010: Die Wanderhure
- 2011: Inga Lindström – Das dunkle Haus
- 2012: Inseln vor dem Wind
- 2012: GSI – Spezialeinheit Göteborg – Weißes Gold
- 2013: Liberace – Zu viel des Guten ist wundervoll (Behind The Candelabra, Kino)
- 2013: Einmal Bauernhof und zurück
- 2014: Der Geruch von Erde
- 2014: Cecelia Ahern – Mein ganzes halbes Leben
- 2014: Cecelia Ahern – Zwischen Himmel und hier
- 2014: Kreuzfahrt ins Glück – Hochzeitsreise nach Dubai
- 2015: The Cello Player (Kurzfilm)
- 2016: Inga Lindström – Familienbande
- 2017: Kept Boy (Kino)
- 2018: Willie and Me (Kino)
- 2019: EneMe (Kino)
- 2019: Torpedo – U-235 (Kino)
- 2020: Tatort – Unter Wölfen
- 2021: Dewjatajew
- 2021: Rogue Trader
- 2023: Maya – Jeder Mensch hat EINEN Preis (Maya)

### Fernsehserien
- 1994: Hallo, Onkel Doc! (8 Folgen)
- 1994–1999: Schwarz greift ein (15 Folgen)
- 1995: Dr. Stefan Frank – Der Arzt, dem die Frauen vertrauen (Folge 1x05)
- 1996: Wildbach (Folge 3x12)
- 1997: Kommissar Schimpanski (9 Folgen)
- 1998: Medicopter 117 – Jedes Leben zählt (Folge 1x02)
- 1998: Ein Mord für Quandt (Folge 2x02)
- 1998: Parkhotel Stern (Folge 1x24)
- 1998: Pensacola – Flügel aus Stahl (Pensacola: Wings of Gold, Folge 2x08)
- 1999: Der letzte Zeuge (Folge 3x03)
- 1999: JETS – Leben am Limit (Folge 1x01)
- 2000: Anwalt Abel (Folge 10x01)
- 2001, 2007: Alarm für Cobra 11 – Die Autobahnpolizei (Folge 9x01, 21x07)
- 2001: Die Kreuzritter – The Crusaders (Crociati, Mini-Serie)
- 2003–2008: Kommissarin Lucas (8 Folgen)
- 2003: Zwei Profis (Folge 1x04)
- 2004: Balko (Folge 7x03)
- 2005, 2010: SOKO Kitzbühel (Folgen 5x01, 9x02)
- 2006: Familie Dr. Kleist (Folge 2x06)
- 2007: Unsere Farm in Irland (Folge 1x02)
- 2009: Ein Fall für zwei (Folge 29x01)
- 2009: SOKO Leipzig (Folge 9x12)
- 2012: Leverage (Folge 5x02)
- 2012: Löwenzahn (Folge 31x10)
- 2010, 2015: SOKO München (Folgen 37x20, 40x20)
- 2014: Küstenwache (Folge 17x08)
- 2014: Der Alte (Folge 41x03)
- 2015: The Brink – Die Welt am Abgrund (The Brink, Folge 1x07)
- 2016: Der Staatsanwalt (Folge 11x02)
- 2016: SOKO Wien (Folge 11x14)
- 2016: The Man in the High Castle (Folge 2x10)
- 2017: Letzte Spur Berlin (Folge 6x05)
- 2017: Die Spezialisten – Im Namen der Opfer (3 Folgen)
- 2017: Die Chefin (Folge 8x02)
- 2017: Notruf Hafenkante (Folge 12x12)
- 2018: 12 Monkeys (Folge 4x06)
- 2018: SOKO Köln (Folge 14x15)
- 2019: Über Land (Folge 2x1)
- 2020: 68 Whiskey (Folge 1x5)
- 2020: SOKO Stuttgart (Folge Der letzte Beat)

### Regie, Drehbuch und Produktion
- 1994: Lonely Nights
- 2003: God is no Soprano